# Compagnie Jo Bithume
 (mai 2011).
Si vous disposez d'ouvrages ou d'articles de référence ou si vous connaissez des sites web de qualité traitant du thème abordé ici, merci de compléter l'article en donnant les références utiles à sa vérifiabilité et en les liant à la section « Notes et références ».
La compagnie Jo Bithume était une Société coopérative ouvrière de production, soutenue par la ville d'Angers, le ministère de la Culture, la DRAC des Pays de la Loire[réf. nécessaire], le Conseil général de Maine-et-Loire, le Conseil régional des Pays de la Loire et CulturesFrance. La compagnie Jo Bithume était membre de la Fédération des Professionnels des Arts de la Rue.

## Historique
Créée en 1982 à Angers, la Compagnie Jo Bithume, regroupe aujourd'hui une cinquantaine d'artistes, comédiens, musiciens, techniciens, metteurs en scène, administratifs, passionnés par la comédie, le cirque, la musique et le voyage.
De 1999 à 2009, la compagnie Jo Bithume avait Pierre Dolivet comme directeur artistique[réf. nécessaire]. Ce dernier a eu comme successeur, Philippe Gohard, présent dans la compagnie depuis 1996[réf. nécessaire].
En 2009, l'école du cirque  et le centre national des arts de la rue, qui faisaient partie de la compagnie Jo Bithume, sont devenus des associations séparées. L'École de cirque s'appelle désormais École des Arts du cirque La Carrière.
« Faire du théâtre dans la rue, parce que la rue est un espace de liberté à maintenir en vie, et parce qu'on y rencontre le monde. »[réf. nécessaire].

## Les Accroche-Cœurs
Depuis 1999, la Compagnie Jo Bithume, transforma littéralement les rues d'Angers en un théâtre de découvertes artistiques et culturelles en plein air. Gratuit, ce festival, sous la coupe de la ville d'Angers, était sous la direction artistique de la compagnie Jo Bithume jusqu'à l'édition de 2009.

## La Compagnie
La Compagnie Jo Bithume utilise La Paperie située sur la commune de Saint-Barthélémy-d'Anjou, pour ses propres spectacles et ses activités de formation. La Paperie  est également le lieu de production de la Compagnie Jo Bithume labellisé depuis 2005 en tant que Centre national des arts de la rue (CNAR).
La liquidation judiciaire de la Compagnie Jo Bithume a été prononcée le 24 septembre 2014 .